# Prince2
PRojects IN Controlled Environments (PRINCE) är en metod för projektledning. Metoden utvecklades på lokal nivå i Storbritannien på 1980-talet och har blivit standardmetod inom projektledning både inom den privata och den offentliga sektorn i många länder, som till exempel Nederländerna, Australien och USA. PRINCE2 är den andra upplagan av projektledningsmetodens verktyg och är ett registrerat varumärke som ägs av brittiska Office of Government Commerce (OGC).